# Бородин, Михаил Ермолаевич
Михаил Ермолаевич Бородин (7 ноября 1923, с. Сагайдачное Александровского уезда Курской губернии (ныне Прохоровский р-н Белгородской обл.) - после 2013) — советский хозяйственный, государственный и политический деятель.

## Биография
Родители - крестьяне. В январе — июле 1942 г. был председателем сельсовета села Сагайдачное — до его немецкой оккупации. С июля по ноябрь 1942 г. в Красной Армии. С ноября 1942 г. — забойщик-десятник шахты № 11 в г. Прокопьевске, Кемеровская область. В  1943-1949 гг. учился  в Донецком индустриальном институте им. Н.С. Хрущева, эвакуированном в Прокопьевск, в 1945 г. институт вернулся в Сталино (Донецк). С ноябрь 1945 по январь 1949 гг. был секретарём институтского комитета комсомола. С 1946 г. в ВКП (б). В 1949 г. — второй секретарь Сталинского областного комитета ЛКСМУ. Окончил институт по специальности горный инженер-геолог.
С октября 1949 г. зам. завотделом ремесленных училищ, железнодорожных училищ и школ фабрично-заводского обучения ЦК ВЛКСМ. В 1950 г. окончил заочную Высшую партийную школу при ЦК ВКП (б) и по рекомендации ЦК ВЛКСМ избран первым секретарем Ярославского обкома ВЛКСМ. С 1957 г. первый секретарь Рыбинского горкома КПСС, с конца 1959 г. первый секретарь Ярославского горкома КПСС. В 1963-1964 гг. — секретарь обкома, председатель комитета партийно-государственного контроля Ярославского промышленного обкома КПСС и промышленного Совета депутатов трудящихся; с декабря 1964 по январь 1966 гг. — секретарь обкома, председатель комитета партийно-государственного контроля Ярославского обкома КПСС и облисполкома и зам. председателя облисполкома. В 1966-1974 гг. председатель Ярославского областного комитета народного контроля. 
В 1967 г. окончил заочную аспирантуру при Академии общественных наук при ЦК КПСС (Москва). Кандидат экономических наук.
В декабре 1974 г. переведён в Москву на должность зам. зав. орготделом Комитета народного контроля СССР. С 1979 г. работал заведующим отделом торговли и бытового обслуживания КНК СССР.
Делегат XXI, XXII, XXIII и XXIV съездов КПСС.

## Награды
Три ордена Трудового Красного Знамени; медали: «За доблестный труд. В ознаменование 100-летия со дня рождения В.И. Ленина», «За доблестный труд в Великой Отечественной войне 1941−1945 гг.»; почётная грамота Президиума Верховного Совета РСФСР.
Обладатель почетного знака Комитета Народного Контроля СССР, почетного знака ЦК ВЛКСМ и почетного знака «Золотой крест» с бриллиантами имени народных героев Кузьмы Минина и Дмитрия Пожарского, лауреат «Форума Общественного Признания».
Почётный знак г. Ярославля I степени (2008). 

## Сочинения
- Общенарoднoе - этo твoе. М.: Экономика, 1971. 54 с. (2-е изд., доп. Москва : Экономика, 1975. 63 с.)
- Время, действия, лица: воспоминания. Белгород: Белгородская областная типография, 2008. 380 с.: ил. (2-е изд., доп., 2011, 422 с.: ил.).